# Тоґане
35°33′36″ пн. ш. 140°21′58″ сх. д. / 35.56000° пн. ш. 140.36611° сх. д.
Тоґане́ (яп. 東金市, とうがねし, МФА: [togane ɕi̥]) — місто в Японії, в префектурі Тіба.

## Географія
Розташоване в центральній частині префектури, в центрі рівнини Кудзюкурі. Станом на 1 жовтня 2008 площа міста становила 89,34 км². 

## Історія
Виникло на основі середньовічного призамкового містечка самурайського роду Сакай. 

## Населення[3]
Станом на 2021 рік населення міста становило 57 560 осіб.

## Економіка
Основою економіки є сільське господарство, харчова промисловість, виготовлення електротоварів, комерція.

## Міста-побратими
- Адзуміно, Японія
- Кіцбюель, Австрія
- Рюей-Мальмезон, Франція